# Gymnopilus perplexus
Gymnopilus perplexus là một loài nấm thuộc họ Cortinariaceae.